# Initiative Hauptstadt Berlin
Die Initiative Hauptstadt Berlin e.V. (IHB) ist ein 1990 in Berlin gegründeter Verein, der sich für die Förderung Berlins als Bundeshauptstadt und Regierungssitz einsetzt.

## Ziele
Ziele sind die Förderung der Zukunftsfähigkeit Berlins und eines positiven Bildes der Hauptstadtregion in Berlin und Deutschland bei Wirtschaft, Politik und in der Öffentlichkeit. Zudem sieht sich der Verein als Anlaufstelle für Neuberliner, die sich in der Hauptstadt gut vernetzen wollen. Schwerpunkt der inhaltlichen Arbeit sind die Themen Bildung und Integration.

## Veranstaltungen
Monatlich findet das Hauptstadtforum statt, bei dem prominente Redner zu einem aktuellen Hauptstadtthema referieren und das im Anschluss offen diskutiert wird. Referenten waren unter anderem Władysław Bartoszewski, Kurt Beck, Wilhelm von Boddien, Maria Böhmer, Wolfgang Huber, Franz Josef Jung, Hanns-Karsten Kirchmann, Roland Koch, Kenan Kolat, Walter Kolbow, John Kornblum, Norbert Lammert, Dieter Lenzen, Christoph Markschies, Hartmut Mehdorn, Friedrich Merz, Andreas Nachama, Bernd Neumann, Friedbert Pflüger, Peter Raue, Cornelia Reinauer, Wolfgang Schäuble, Bernd Schiphorst, Ulla Schmidt, Rupert Scholz, Wolfgang Tiefensee, Sebastian Turner, Werner Wenning, Harald Wolf, Michael Wolffsohn, Joachim Zeller, Jürgen Zöllner.
Einige der Reden werden im Rahmen einer Schriftreihe veröffentlicht. Neben dem Hauptstadtforum finden Mitgliederveranstaltungen und einmal jährlich ein Benefiz-Golfturnier und ein Sommerfest statt.

## Projekte
Außer den Veranstaltungen sind Projekte ein wichtiger Aspekt der Vereinsarbeit. Beispiele dafür sind der Hauptstadtpreis für Integration und Toleranz, der Plakatwettbewerb „Das beste Berlin-Plakat“ oder die Unterstützung von Bürgerkongressen.

## Organisation
Dem Verein gehören 320 Mitglieder und 80 Unternehmen an. Vorstandsvorsitzender ist Christoph Wegener. Beiratsmitglieder sind unter anderem Nils Diederich und Christoph Stölzl (†).